# Philip de Lange
Philip de Lange (ca. 1705 – 17 september 1766) was een toonaangevend Deens architect die verschillende soorten gebouwen ontwierp, voornamelijk in Hollandse barok en rococostijl.

## Biografie
Philip de Lange werd waarschijnlijk geboren in de omgeving van Straatsburg en kreeg in Nederland een opleiding als metselaar. Hij arriveerde in Kopenhagen in 1729 en bouwde al snel een reputatie op als architect en bouwmeester. De Lange huwde tweemaal, in 1724 met Jacomine Pieters in Den Haag en in 1738 met Anna Lucia Ehlers in Kopenhagen.
De Lange realiseerde een groot aantal verschillende soorten bouwwerken, waaronder burgerlijke en militaire gebouwen, herenhuizen, landhuizen, magazijnen, fabrieken, kerken en parken. In zijn vroegere werken werd hij sterk beïnvloed door de Hollandse barok, aanvankelijk geïnspireerd door het vroegere werk van Ewert Jansen en later door het werk van Elias Häusser en Lauritz de Thurah. 
Onder zijn belangrijkste werken behoren het hoofdkwartier van de Deense Oost-Indische Compagnie in Christianshavn (1739) en de Mastekranen in Holmen. Hij verbouwde het herenhuis Glorup naar een barokstijl door toevoeging van een groot mansardedak in 1744. Gedurende 30 jaar was Philip de Lange hoofdbouwmeester van het marinestation Holmen (Flådestation Holmen). De Lange wordt vooral herinnerd als architect van eenvoudige verfijnde gebouwen in klassieke rococostijl zoals de kerk van Damsholte op het eiland Møn, de enige kerk in rococostijl in Denemarken.

## Fotogalerij

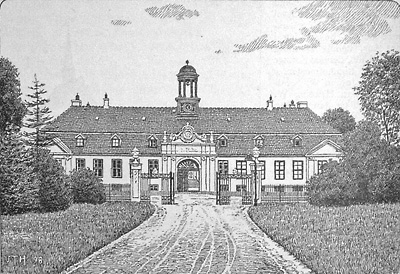
Glorup, 1898
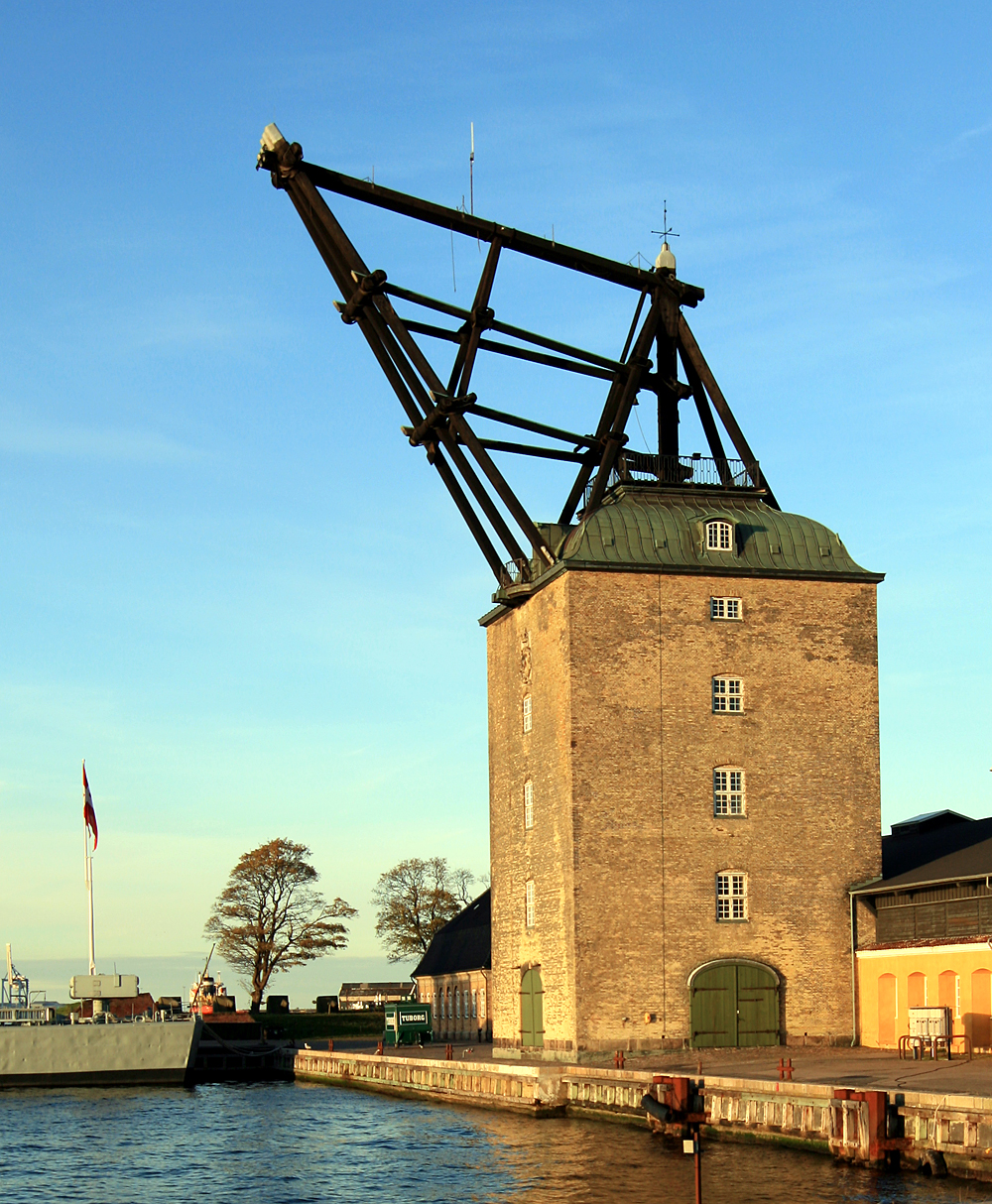
Mastekranen in Holmen
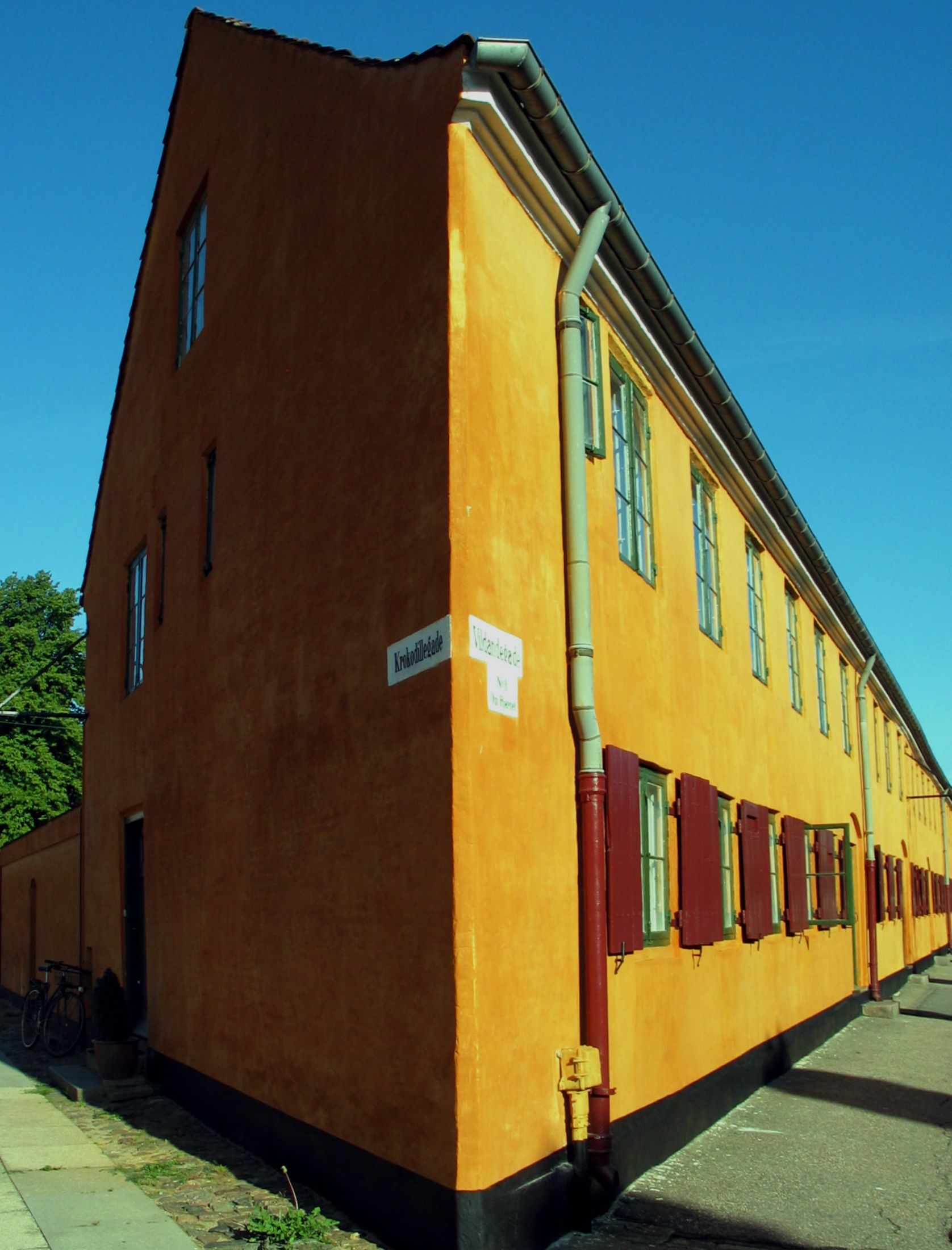
Nyboder
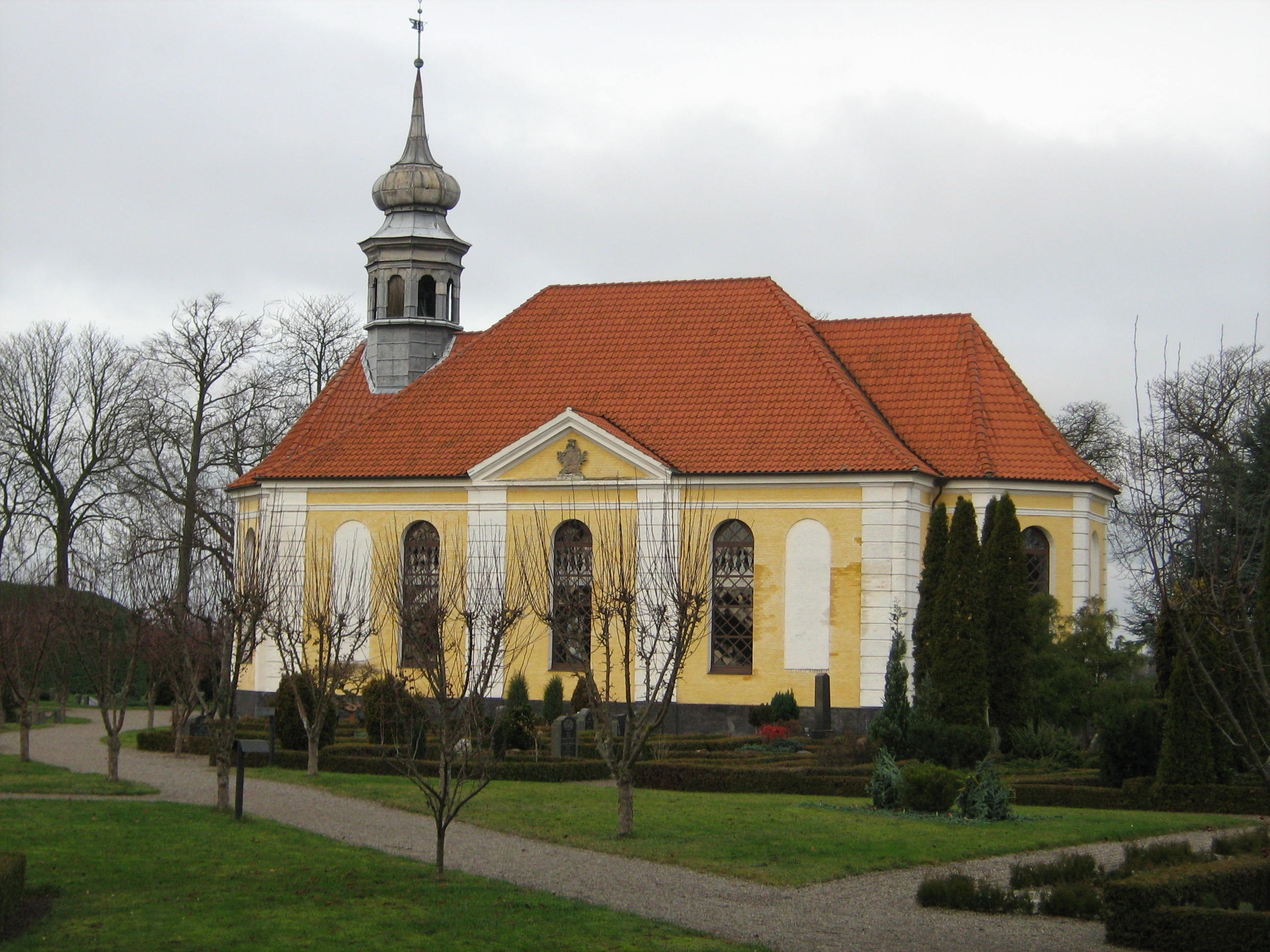
Kerk van Damsholte, Møn